# Provincia di Varese
La provincia di Varese è una provincia italiana della Lombardia, con capoluogo Varese. Con 882 161 abitanti è la 4ª provincia più popolosa della Lombardia dopo la città metropolitana di Milano e dopo le province di Brescia e di Bergamo.
È la 16ª provincia d'Italia per popolazione e la 6ª per densità di popolazione (incluse le città metropolitane, in entrambi i casi). Confina a nord e a est con la Svizzera (Canton Ticino), a est con la provincia di Como, a sud con la provincia di Monza e della Brianza e con la città metropolitana di Milano, a ovest con il Piemonte (provincia di Novara, provincia del Verbano-Cusio-Ossola). Fu istituita con Regio Decreto n. 1 del 2 gennaio 1927, unendo comuni già appartenenti alle province di Como (circondario di Varese) e di Milano (circondario di Gallarate).
Caratteristica peculiare della provincia è la policentricità. Il comune di Busto Arsizio (84.109 ab.) è più popoloso del capoluogo di provincia Varese (79.061); altrettanto importanti sono le città di Gallarate (52.885) e Saronno (38.713). I simboli delle quattro città sono presenti sia sullo stemma che sulla bandiera provinciali.

## Geografia fisica
La provincia di Varese sorge tra la Pianura Padana e i piedi delle Alpi, nell'Insubria settentrionale. Da un punto di vista orografico, è distinguibile in tre settori:
- la porzione montana, formata da rilievi superiori ai 600 m s.l.m., si estende tra Varese e Laveno fino al confine svizzero; occupa il 32% del territorio; essa contiene diverse valli, tra cui: la Valle Olona, la Val Veddasca, la Val Dumentina, la Valcuvia, la Valtravaglia, la Val di Rasa, la Valganna la Val Marchirolo e la Valceresio
- la fascia collinare (altitudine compresa tra i 200 m s.l.m. e i 600 m s.l.m.) occupa la zona centrale e costituisce il 46% del territorio;
- la pianura (altitudine inferiore ai 200 m s.l.m.), che si estende unicamente all'estremo sud della provincia, nei territori di Lonate Pozzolo, Gallarate, Saronno, rappresenta il 22% del territorio provinciale[3]. Questa zona è contigua all'Altomilanese e si trova in Pianura Padana.

Tre fiumi attraversano la provincia:
- Ticino
- Olona
- Tresa

Ad essi si aggiungono i grandi laghi glaciali:
- Lago Maggiore
- Lago di Lugano

e altri sette laghi minori:
- Lago di Varese
- Lago di Comabbio
- Lago di Monate
- Lago Delio
- Lago di Ganna
- Lago di Ghirla
- Lago di Biandronno

Essi formano il gruppo dei cosiddetti Sette Laghi Varesini.
La carta amministrativa della provincia si presenta a forma allungata verticale, con due grandi "penisole": quella saronnese a sud est (tra le province di Como e Milano) e quella montuosa della Val Veddasca a nord, al confine con la Svizzera.

### Idrografia
La provincia di Varese, oltre ai sette laghi per cui è molto nota, presenta altri specchi d'acqua minori, alcuni importanti fiumi e numerosi torrenti. Il Lago Maggiore o Verbano segna il confine occidentale della zona centro – settentrionale della provincia. Suo emissario è il fiume Ticino, che si immette nel lago in Svizzera. Il territorio della provincia comprende un'isola sul lago: l'Isolino Partegora, sito in territorio di Angera. Sul lago sono sorte in posizioni strategiche alcune importanti città, quali Luino, Laveno-Mombello, Maccagno, Ispra, Angera ed al termine del lago, dove fluisce il Ticino, Sesto Calende.
Il Lago Ceresio o di Lugano segna il confine orientale, con la Svizzera, della zona centrale della provincia. Sul lago si sono sviluppati alcuni centri, che sfruttano la posizione di confine, come Porto Ceresio e Lavena Ponte Tresa. Quest'ultimo comune è formato dall'unione dei centri di Lavena e Ponte Tresa. A Ponte Tresa, fluisce dal lago il Tresa (o "la Tresa, come viene denominato in Svizzera, che sfocia nel Lago Maggiore. Il Lago di Monate e il Lago di Comabbio segnano il confine tra la zona centrale del Varesotto ed il Gallaratese, che insieme al Bustese ed al Saronnese, rappresenta la parte meridionale della provincia. Emissario del Lago di Monate è l'Acqua Nera, che confluisce nel Lago Maggiore, mentre l'emissario del Lago di Comabbio è il Canale Brabbia, tributario del Lago di Varese.
Il Lago di Varese si trova a sud della città di Varese e riceve abbondanti acque dal Massiccio del campo dei fiori, tra i quali si distingue il Tinella. Nel Lago di Varese, si trova anche una piccola isola, l'Isolino Virginia, sul quale sono state ritrovate importanti testimonianze preistoriche. Vicino al lago si trovano due zone paludose, il Lago di Biandronno e la riserva naturale della Palude Brabbia, un tempo comprese nel Lago di Varese. Emissario del lago è il Bardello.
In Valganna si trovano il Lago di Ghirla ed il Lago di Ganna. Quest'ultimo è uno degli specchi d'acqua più puliti d'Italia. Sempre in Valganna si trovano la Torbiera del Pralugano o Paludaccio di Ganna ed il Laghetto Fonteviva. Emissario dei laghi è il Margorabbia, tributario del Tresa. Il Lago Delio è un bacino artificiale nato per produrre energia idroelettrica. È regolato alle estremità da due dighe.
Altri specchi d'acqua meno importanti sono il Laghetto di Brinzio, il Laghetto Cicogna ad Arcisate, il Laghetto Verde di Viggiù, la Lagozzetta o Lagozza di Besnate (un altro luogo dove sono state ritrovate importanti testimonianze preistoriche), il Paù Majur di Brinzio, lo Stagno Maisa a Caronno Varesino, lo Stagno Gerbo a Morazzone, lo Stagno Madonnetta e lo Stagno di Torba a Gornate Olona, il Carecc di Cuvio, il Laghetto Motta d'Oro a Gavirate e lo Stagno Tagliata ad Induno Olona, il laghetto artificiale dei pescatori di Albizzate ed il laghetto della fornace di Albizzate. I maggiori fiumi sono l'Olona e il Ticino.
L'Olona nasce a nord di Varese, sul monte Legnone, nel complesso dell'ex Villaggio Cagnola della Rasa, ed è alimentato da numerosi affluenti; in seguito attraversa Milano e confluisce nel Lambro meridionale, in seguito alla deviazione verso Milano stessa, ad opera degli antichi romani che ne spezza il corso in due tronconi, il secondo troncone, detto Olona meridionale nasce a Bornasco e si getta nel Po a San Zenone. Questo fiume è stato importantissimo per il decollo dell'industria nel Varesotto, specie in centri come Varese, ma anche nell'Altomilanese, specie a Busto Arsizio e Castellanza. Tra l'inizio del Novecento e gli anni novanta le sue acque hanno raggiunto un notevole grado di inquinamento, causato dagli scarichi delle numerose industrie lungo il fiume. Prima dell'industrializzazione l'Olona ha mosso le pale di numerosissimi mulini ad acqua. Nel Settecento, nel tratto tra Varese e Milano vi erano 116 mulini. La presenza dei mulini era una grande fonte di ricchezza, nel medioevo e favorì lo sviluppo di alcuni centri come Castiglione Olona e Castelseprio. L'antica vocazione del fiume è tuttora testimoniata dai Mulini Grassi e dai Mulini Trotti a Varese, dal Mulino Bernasconi a Malnate, dal Mulino Taglioretti a Lonate Ceppino, dal Mulino Ponti-Bosetti a Fagnano Olona e dal Mulino del Sasso a Olgiate Olona.
Il Ticino fluisce dal Lago Maggiore a Sesto Calende e prosegue con un percorso tortuoso tra Piemonte e Lombardia. In seguito lambisce Vigevano ed attraversa Pavia, confluendo nel Po al Ponte della Becca. Nel suo tratto a valle del lago riceve scarsissimi affluenti ed alimenta numerosi canali. Interessano la provincia il Naviglio Grande, il Canale Villoresi ed il Canale Industriale. Altri fiumi importanti sono la Tresa, il Margorabbia ed il Bardello.
La Tresa è l'emissario del Lago di Lugano ed è di origine artificiale. Fu infatti fatto costruire dai milanesi attorno al 1300, per collegare il Lago di Lugano con il Verbano. Nel tratto finale, tra Luino e Germignaga, scorre in quello che un tempo era l'alveo del Margorabbia, che si immetteva direttamente nel Verbano. Nel Trecento la sezione dell'alveo venne allargata per accogliere la portata della Tresa, ben più importante di quella del Margorabbia. Per cui il Margorabbia è considerato un affluente della Tresa.
Il Margorabbia nasce in Valganna e forma i laghi di Ganna e Ghirla, percorre in seguito la Valtravaglia, ricevendo le acque del torrente Rancina, il suo maggior tributario. Infine, sfocia come già detto nella Tresa. Il Bardello è l'emissario del Lago di Varese e sfocia nel Verbano presso Besozzo.
I maggiori torrenti della provincia sono il Giona, il Boesio, l'Acqua Nera, il Molinera, il Rio di Colmegna (tributari del Lago Maggiore), il Lanza, la Bevera, il Bozzente, la Lura, il Rile-Tenore, il Vellone, la Quadronna, la Selvagna (tributari dell'Olona), l'Arno, lo Strona (tributari del Ticino), il Rancina (tributario del Margorabbia), il Tinella (tributario del Lago di Varese), il Valmolina (affluente del Rancina).

### Ambiente
Il clima della provincia di Varese nella botanica è spesso chiamato "clima insubrico" ed è tra i più piovosi d'Italia con la punta massima a Vararo presso Cittiglio con 2000 mm annui. La catena alpina a nord però la protegge dai venti freddi, di conseguenza le temperature sono miti, in particolare in prossimità dei molti laghi. La combinazione di molte precipitazioni e clima mite favorisce lo sviluppo di una vegetazione molto rigogliosa come raramente accade in altre parti d'Europa e permette la coltivazione di piante esigenti adattate a questo clima particolare quali le camelie.
La natura della provincia è molto diversa nella parte settentrionale e in quella meridionale. La parte nord presenta rilievi non eccessivamente alti, tra Campo dei Fiori e Luino fino a 1200 m e nel Luinese fino a 1700 m, ma molto ripidi e aspri. L'agricoltura si limita alle vallate, dove si trovano anche gli insediamenti, il resto è quasi completamente ricoperto da boschi, che grazie al clima favorevole ricrescono velocemente dopo l'abbattimento o i frequenti incendi boschivi invernali. Gran parte di essi fino a circa 800-1000 m è dominata dal castagno, in luoghi freschi frammisto con tiglio e frassino maggiore. In luoghi rocciosi con microclima più o meno mite e abbastanza comune la roverella e meno comune il cerro, in quelli rocciosi e più freschi raramente si incontra il rovere, soprattutto nel Luinese, in Valcuvia e in Valganna. Dove il bosco è meno denso e il suolo povero si rinvengono betulle. Frequenti sono macchie consistenti di ciliegio selvatico con la sua fioritura vistosa facili da individuare se si lascia vagare l'occhio sui pendii della montagna da lontano a inizio primavera.
Sopra i circa 800m i boschi di faggio sostituiscono i castagneti, che nei luoghi più freschi della Valcuvia possono scendere fino ai 500 m.
Sparso nelle zone montane e collinari del Varesotto si trovano alcuni prati aridi naturali, floristicamente molto ricchi. Sono luoghi rocciosi dove il bosco, che ricoprirebbe quasi tutta la provincia senza l'intervento dell’uomo (a parte i luoghi umidi) non può crescere, perché lo strato di terra non è abbastanza profondo. I prati aridi più interessanti si trovano sul Monte Sangiano, vicino all'omonimo paese. Alcune specie di piante crescono solo qui in provincia di Varese, come l'eliantemo appenninico (Helianthemum apenninum), Inula spiraeifolia L. e alcune graminacee tipiche delle steppe dell'Asia centrale, tra cui il lino delle fate (Stipa eriocaulis) e il paleo tardivo (Kengia serotina). Altri prati secchi si trovano ai Pizzoni di Laveno, vicino a Vararo, al Campo dei Fiori e sopra Rasa, a nord di Varese.
Verso il Varesotto centrale e meridionale improvvisamente il paesaggio cambia aspetto e diventa pianeggiante con qualche ultima collina morenica fino ad inserirsi nella Pianura Padana. Questa parte della provincia è molto densamente popolata e antropizzata. Nonostante questo rimangono alcune aree umide estese e importanti, che sono probabilmente gli ambienti più interessanti del Varesotto con specie della  lista rossa italiana. dove le stazioni presenti sono tra le ultime a livello nazionale. Molto interessante è la flora galleggiante del Lago di Varese e del Lago di Comabbio e quella delle paludi circostanti dove cresce il nanufaro, la ninfea bianca, il millefoglio (Myriophyllum spicatum) e tra le specie della lista rossa la castagna d'acqua e il limnantemio. Notevoli sono anche le estese paludi di Biandronno e della Brabbia, dove fino agli anni settanta veniva estratta la torba. Soprattutto nella palude di Biandronno si conserva ancora una tipica flora di torbiera, diventata estremamente rara nella Pianura Padana. Sono presenti le orchidee Orchis incarnata e Epipactis palustris (forse estinta come anche Liparis loeselii) e le carnivore Drosera rotundifolia e Utricularia australis. Nella palude Brabbia si diffonde in modo massiccio una esotica, il fior di Loto (Nelumbo nucifera) mettendo in pericolo la flora autoctona.
Anche i boschi della parte pianeggiante centrale del Varesotto sono piuttosto umidi e dominati di frassino maggiore (Fraxinus excelsior), farnia (Quercus robur) e robinia (Robinia pseudoacacia). Lo stesso tipo di bosco si trova anche nelle vallate principali della provincia di Varese settentrionale (Valcuvia, Valganna, Val Marchirolo, Piana di Luino, Valceresio).

## Storia istituzionale

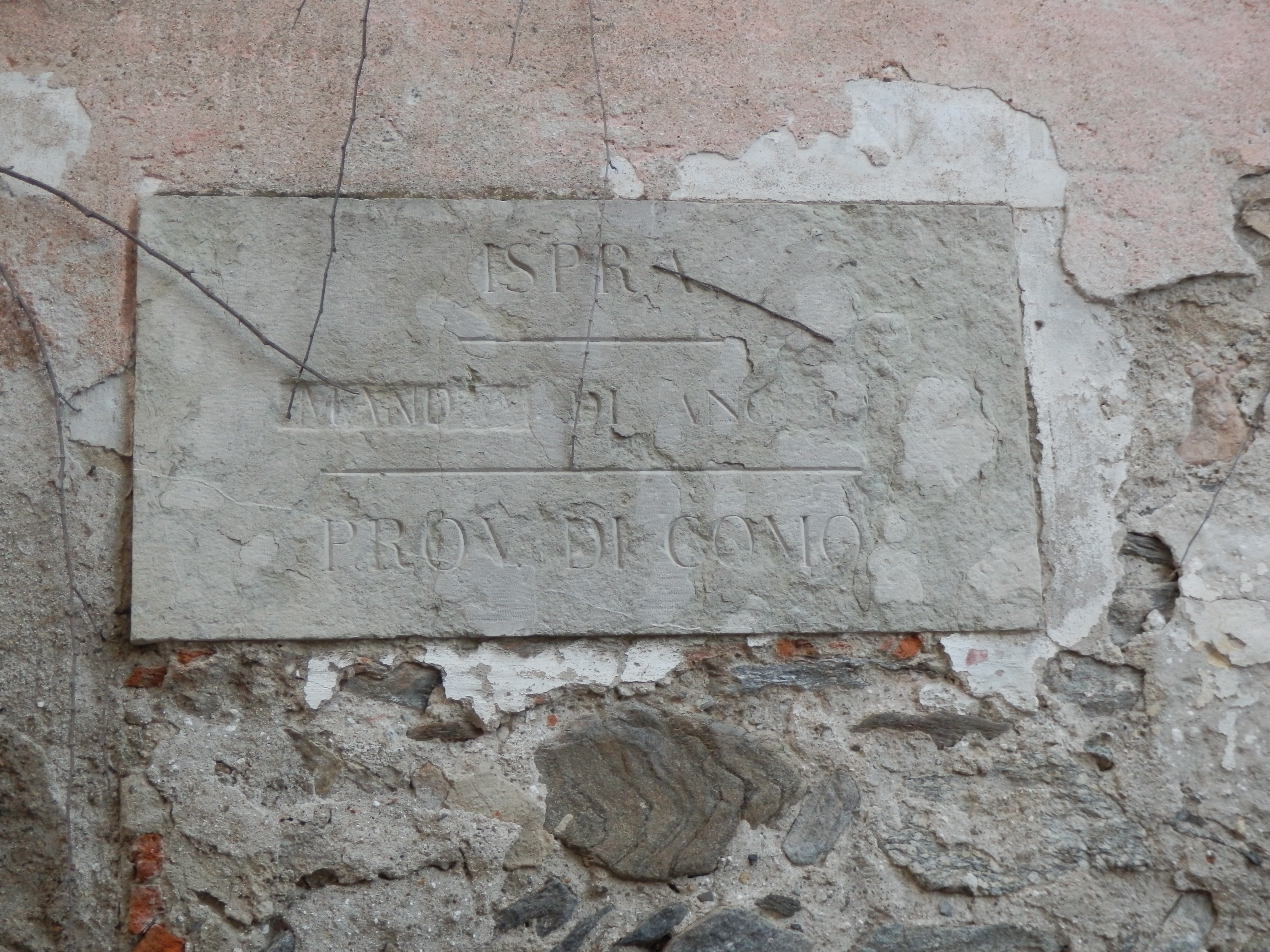
Lapide su un muro nel centro storico di Ispra, riportante indicazione dell'antico mandamento di Angera nella allora provincia di Como, prima dell'istituzione della provincia di Varese.

La provincia di Varese è la indiretta discendente del Contado del Seprio, istituzione feudale di origine longobarda, autonoma fin dal VII secolo, che nel XIV secolo entra a far parte del Ducato di Milano. Nel 1786, sotto la dominazione austriaca, venne istituita la provincia di Gallarate, ma già l'anno successivo il capoluogo viene trasferito a Varese. Tale istituzione durò fino al 1791.
Sotto il Regno d'Italia prima e il Regno Lombardo-Veneto poi, il territorio della futura provincia venne diviso fra il Dipartimento del Lario poi provincia di Como (a cui apparteneva Varese) e il Dipartimento d'Olona poi Provincia di Milano (a cui apparteneva Gallarate); i confini rimasero invariati anche con la creazione del Regno d'Italia sabaudo.
La provincia di Varese venne istituita nel 1927, unendo il territorio dell'ex circondario di Varese (già parte della provincia di Como) a parte della provincia di Milano, comprendente 37 comuni fra i quali Busto Arsizio, Saronno e Gallarate.

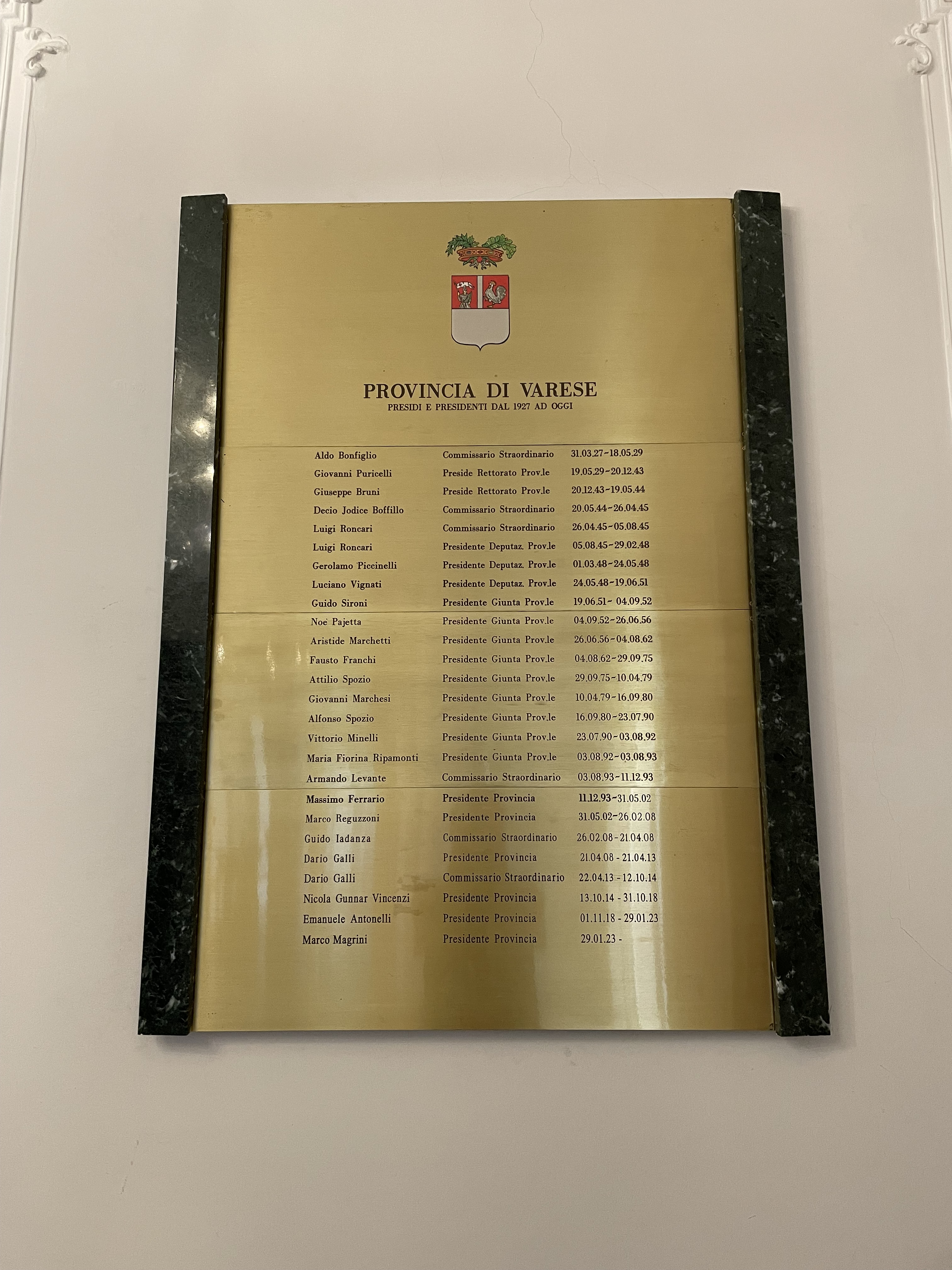
Cronotassi degli amministratori provinciali a Villa Recalcati.

### Simboli
Lo stemma della provincia di Varese, adottato nel 2006 per iniziativa del presidente del tempo, Marco Reguzzoni, e concesso con decreto del presidente della Repubblica del 28 settembre 2007 presenta la seguente blasonatura:
I simboli presenti nei quattro cantoni attorno alla croce rossa rappresentano quattro tra i principali comuni del territorio: san Vittore per Varese, il gallo per Gallarate, il castello per Saronno e la lettera "B" con la fiamma per Busto Arsizio. La versione iniziale di tale stemma era leggermente diversa: lo scudo presentava un fondo bianco, lo stemma di Busto Arsizio (scudo troncato di rosso alla B bianca e di bianco alla B rossa) era disegnato integralmente, mentre gli altri tre emblemi erano colorati perlopiù in grigio. Questo disegno venne bocciato dall'Ufficio araldica e onorificenze della Presidenza del Consiglio dei ministri, poiché proporzioni scorrette tra i vari elementi, colori non consentiti dalle regole araldiche italiane (il bianco sullo sfondo e in una delle B dello stemma bustocco) o non sufficientemente contrastanti (le figure grigie, ché araldicamente il bianco e grigio sono ambedue "argento"). Lo scudo venne pertanto reso più tondeggiante e colorato d'argento, lo stemma di Busto Arsizio sostituito da una semplice B rossa sovrastante una fiamma e gli emblemi di Varese, Gallarate e Saronno ricolorati in rosso (per maggior contrasto e per richiamarsi alle simbologie storiche delle varie città). Al di sotto dell'insieme venne infine collocata una ghirlanda di alloro e quercia serrata da un nastro tricolore.
Il gonfalone è un drappo bianco caricato dello stemma provinciale e dell'iscrizione Provincia di Varese nella parte frontale, mentre sul retro è ricamato lo stemma civico di Varese, incorniciato dai simboli di quattro comuni dell'alto Varesotto, uno per ciascuna delle comunità montane (Arcisate per la Valceresio, Laveno-Mombello per la Valcuvia, Cadegliano-Viconago per la Valganna-Valmarchirolo, Luino per le Valli del Luinese) che a quel tempo componevano la parte settentrionale del territorio provinciale.

Lato frontale del gonfalone provinciale in uso dal 2006
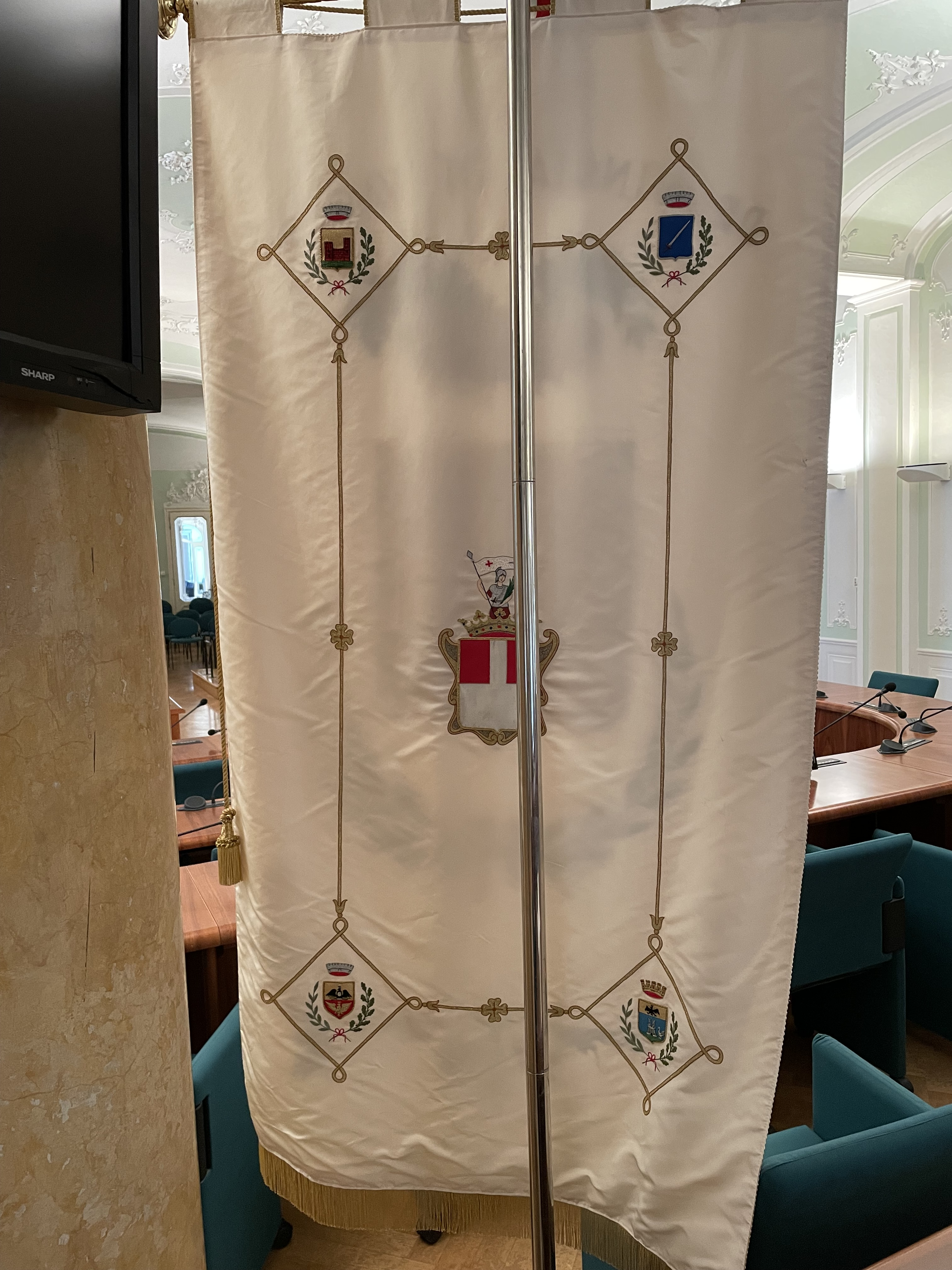
Lato posteriore del gonfalone provinciale in uso dal 2006

Oltre al gonfalone, la provincia di Varese fa uso della bandiera, la quale è armeggiata in campo intero: è cioè la trasposizione in forma di bandiera del contenuto dello stemma.
Lo stemma precedentemente in uso, adottato con Regio Decreto del 20 maggio 1928, aveva la seguente blasonatura:
Esso conteneva solo simboli inerenti alle città di Varese e Gallarate, in quanto la provincia nasceva sostanzialmente dall'unione – per scorporo rispettivamente dalla provincia di Como e da quella di Milano – del circondario di Varese e della quasi totalità di quello di Gallarate, cui apparteneva anche Busto Arsizio, che pure era da tempo più popolosa del capoluogo circondariale. Tale peculiarità era legata agli antichi privilegi religiosi e civili di cui Gallarate godeva. Nondimeno, Busto Arsizio fu uno dei comuni che fece maggior resistenza all'accorpamento alla nuova provincia, al pari - tra gli altri - di Castellanza e Sacconago, sia ritenendo un "declassamento" il passaggio dall'amministrazione milanese a quella varesina, sia evidenziando come i legami storico-economici del territorio (a differenza del gallaratese) fossero ben più forti verso la metropoli che verso il nuovo capoluogo.
La primissima versione di questo stemma (di fatto mai entrata in uso) prevedeva che il cantone di destra recasse lo stemma di Gallarate nella sua forma "esatta" (troncato d'argento e rosso con due galli dell'uno nell'altro), mentre al centro dello spazio argenteo era inserito un fascio littorio; tale disegno era testimoniato in un affresco realizzato da Giuseppe Montanari nel Palazzo Estense di Varese, poi rimaneggiato a seguito della caduta del fascismo.
Il gonfalone era un drappo bianco, caricato frontalmente del suddetto stemma, dell'iscrizione Provincia di Varese e dell'effigie di un'aquila circondata da una corona di due ramoscelli d'alloro.

Primissimo stemma della provincia, disegnato nel 1928 ma mai effettivamente applicato.
Stemma effettivo della provincia dal 1928 al 2006.
Gonfalone della provincia dal 1928 al 2006.
Proposta di rinnovo dello stemma, bocciata nel 2006.

## Società

### Qualità della vita
| Anno | Qualità della Vita (Sole 24 Ore) | Rapporto Ecosistema Urbano (Legambiente) |
| ---- | -------------------------------- | ---------------------------------------- |
| 2010 | 53ª posizione (+4)               | 50ª posizione (-18)                      |
| 2011 | 34ª posizione (+19)              | 31ª posizione (+19)                      |
| 2012 | 66ª posizione (-32)              | 38ª posizione (-7)                       |
| 2013 | 46ª posizione (+20)              | 26ª posizione (+12)                      |
| 2014 | 56ª posizione (-10)              | 66ª posizione (-40)                      |
| 2015 | 46ª posizione (+10)              | 49ª posizione (+17)                      |
| 2016 | 52ª posizione (-6)               | 77ª posizione (-28)                      |
| 2017 | 57ª posizione (-5)               | 72ª posizione (+5)                       |
| 2018 | 45ª posizione (+12)              | 55ª posizione (+17)                      |
| 2019 | 29ª posizione (+16)              | 41ª posizione (+14)                      |
| 2020 | 66ª posizione (-37)              | 62ª posizione (-21)                      |
| 2021 | 36ª posizione (+30)              | 44ª posizione (+18)                      |
| 2022 | 43ª posizione (-7)               | 36ª posizione (+8)                       |
| 2023 | 33ª posizione (+10)              | 41ª posizione (-5)                       |
| 2024 | 22ª posizione (+11)              | 14ª posizione (+27)                      |

## Infrastrutture e trasporti

### Trasporto stradale
La provincia è interessata dal percorso delle autostrade A8 Milano - Varese, A9 Lainate - Como - Chiasso, A8/A26 - Diramazione Gallarate-Gattico, A36 Pedemontana Lombarda e A60 Tangenziale di Varese.
Le strade statali di interesse sono la 33 del Sempione, 233 Varesina, 336 dell'Aeroporto della Malpensa, 341 Gallaratese, 342 Briantea, 344 di Porto Ceresio, 394 del Verbano Orientale e 629 del Lago di Monate.
Le strade provinciali della provincia di Varese comprendono altresì alcune ex strade statali divenute provinciali in applicazione del decreto legislativo n. 112 del 1998 e la Legge Regionale n.1 del 2000.

### Ferrovie e tranvie
I principali nodi ferroviari sono la duplice stazione di Varese, posta sulla linea Porto Ceresio-Milano e Saronno-Laveno e la stazione di Gallarate, posta anch'essa sulla linea Porto Ceresio-Milano, sulla linea Domodossola-Milano e sulla linea Gallarate-Laveno.
La provincia è attraversata anche dalla linea Novara-Pino, dalla linea Mendrisio-Varese che ha preso servizio nel 2017 e dalla linea Cadenazzo-Malpensa Aeroporto.
Fino al 1966 era in funzione anche la linea Como-Varese sempre delle FNM che collegava direttamente con Como Lago.
Oltre alla rete tranviaria di Varese, costituita da alcune linee urbane e suburbane fra cui la tranvia Varese-Prima Cappella-Vellone di particolare rilevanza turistica, nella prima metà del Novecento erano presenti nel territorio provinciale ulteriori infrastrutture ferrotranviarie quali la Ferrovia della Valganna, la tranvia della Valcuvia e la Tranvia Varese-Angera.

### Trasporto pubblico locale
La provincia possiede un sistema di autobus urbani, interurbani ed internazionali con la vicina Svizzera. I servizi sono gestiti dalle società Autolinee Varesine S.r.l, Giuliani & Laudi S.p.a., Castano Turismo (per conto del C.T.P.I., Consorzio Trasporti Pubblici Insubria), Ferrovie Nord Milano Autoservizi, Beltramini & Gianoli, Saco, Air Pullman, STIE

### Trasporto lacustre
In provincia di Varese è possibile praticare la navigazione lacustre, in particolare sul lago Maggiore, a pochi chilometri da Varese.
I battelli e traghetti sono gestiti dalla Società Navigazione Lago Maggiore (Gestione Navigazione Laghi), sulla linea
Arona-Stresa-Locarno, consentendo quindi un collegamento diretto tra Lombardia e Piemonte, e tra la provincia di Varese e quella del Verbano-Cusio-Ossola.
Gli imbarcaderi si possono trovare ad Angera, Ranco, Ispra, Leggiuno (Santa Caterina), Laveno (uno dei maggiori scali del lago: oltre al porto turistico, c'è un imbarcadero dal quale partono tutto l'anno traghetti con trasporto di automobili per Intra), Porto Valtravaglia, Luino e Maccagno.

### Trasporto aereo
Nella provincia si trovano gli aeroporti di Milano-Malpensa, che serve destinazioni italiane, europee ed internazionali essendo il secondo aeroporto italiano per traffico passeggeri dopo l'Aeroporto di Roma-Fiumicino, quello di Calcinate del Pesce, da tempo utilizzato come aeroclub volovelistico, quello di Vergiate da qualche anno utilizzato esclusivamente dalla società AgustaWestland, unica proprietaria della struttura e quello di Venegono Inferiore sede dell'aeroclub di Varese.

## Monumenti e luoghi d'interesse

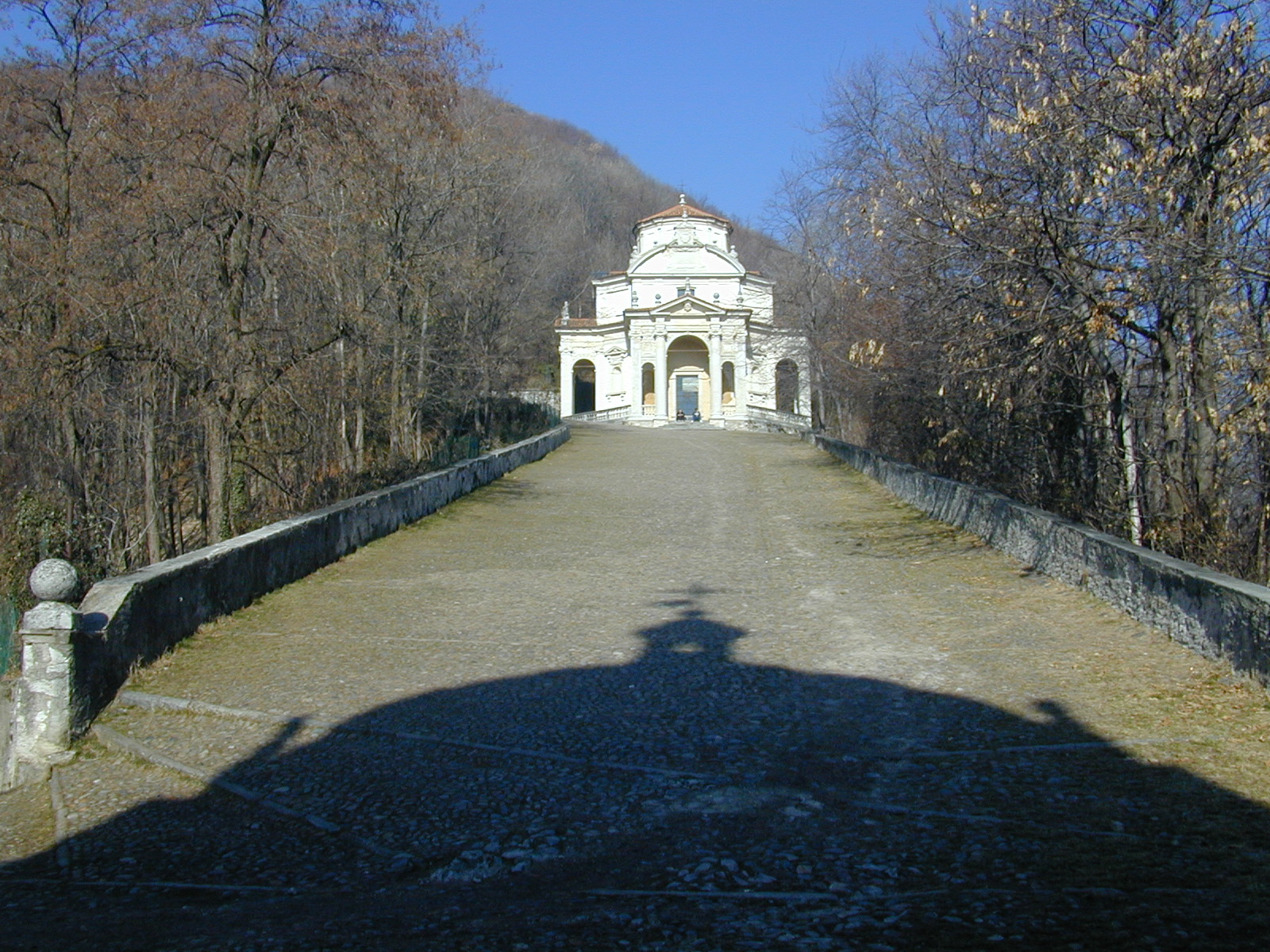
Sacro Monte di Varese
Cappella n.5. La disputa di Gesù con i Dottori

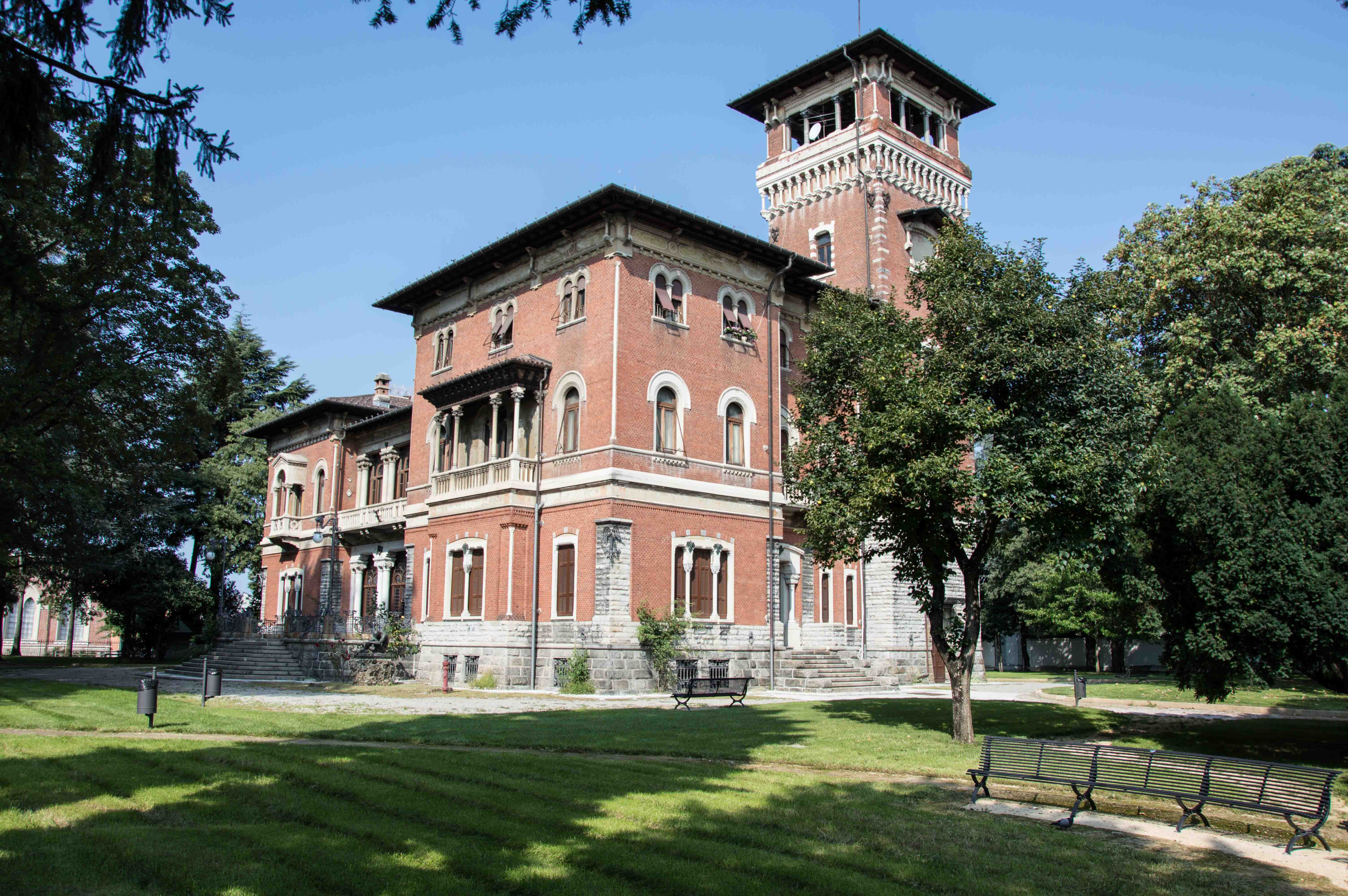
Villa Ottolini-Tosi a Busto Arsizio

Il territorio provinciale vanta ben quattro siti inseriti nella prestigiosa Lista del patrimonio mondiale dell'UNESCO. Risale al 2003 il riconoscimento del Sacro Monte di Varese, assieme ai Sacri Monti del Piemonte e agli altri della Lombardia. Costruito su un luogo di culto medioevale, poi sede di un convento di monache e di un santuario dedicato alla Vergine Maria, il Sacro Monte venne edificato a partire dal 1605 da padre Giovanni Battista Aguggiari.
Il versante italiano del Monte San Giorgio è stato inserito nel 2010 nel World Heritage List, completando così il riconoscimento che il sito in territorio svizzero aveva già ricevuto nel 2003, a seguito degli eccezionali ritrovamenti paleontologici distribuiti su cinque livelli fossiliferi distinti d'età compresa tra 230 e 245 milioni di anni, fatto che ha permesso di studiare l'evoluzione di alcune specie animali e vegetali nell'arco di alcuni milioni di anni.
Nel 2011 è stato riconosciuto luoghi di tutela dall'UNESCO il Parco archeologico di Castelseprio, comprendente l'area del castrum con il monastero di Torba (quest'ultimo nel territorio del comune di Gornate Olona), la chiesa di Santa Maria foris portas con i suoi affreschi e i ruderi della basilica di San Giovanni Evangelista (Castelseprio), parte del più ampio riconoscimento dato ai Longobardi in Italia: i luoghi del potere.
Sempre nel 2011 sono stati inclusi nella lista i siti nel complesso dell'Isolino Virginia-Camilla-Isola di San Biagio a Biandronno, Bodio centrale o delle Monete a Bodio Lomnago e Il Sabbione o settentrionale a Cadrezzate, parte del riconoscimento agli Antichi insediamenti sulle Alpi palafitticoli di età preistorica.
Nella città di Busto Arsizio si trovano diversi palazzi storici come il palazzo Marliani-Cicogna e il palazzo Gilardoni (sede comunale) oltre che ville in stile liberty come la Villa Ottolini-Tosi, la Villa Ottolini-Tovaglieri e la Villa Leone. In città i quattro musei custodiscono opere di arte sacra e dipinti di Procaccini, Crespi e Ferrari. Tra le diverse chiese di ogni epoca spiccano il santuario di Santa Maria di Piazza, che presenta un tiburio alloggiato all'esterno e affreschi di Bernardino Luini all'interno, e la basilica di San Giovanni Battista, dalla facciata barocca e affrescata internamente dal pittore bustocco Biagio Bellotti, che ne progettò anche la sagrestia.

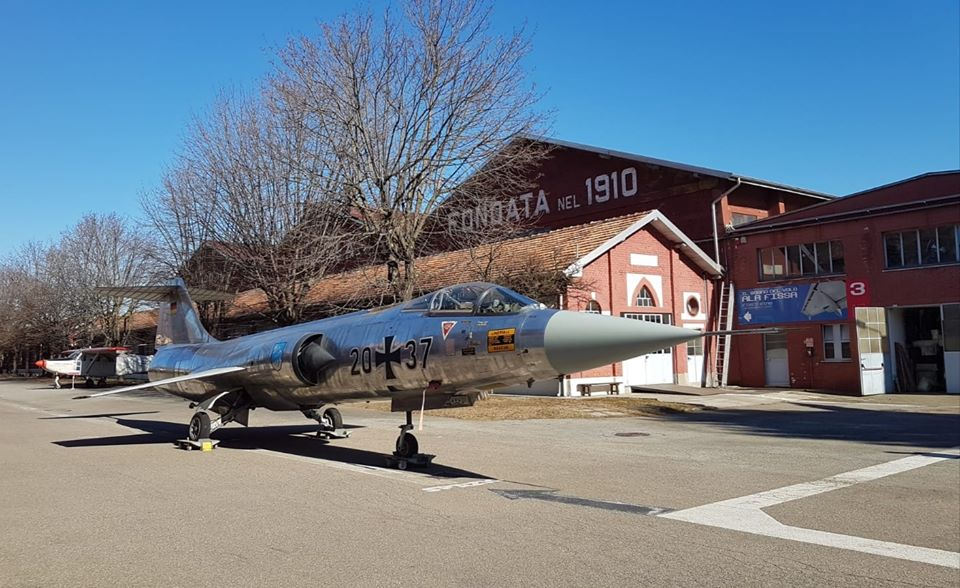
Il Parco e Museo di Volandia a Somma Lombardo.

Di notevole interesse, tra gli altri, anche la Rocca di Angera e l'Eremo di Santa Caterina del Sasso Bellaro a Leggiuno.
Tra i comuni di Somma Lombardo, Ferno e Vizzola Ticino si trova Volandia, il più grande museo aeronautico italiano, nonché uno dei maggiori a livello europeo. Il museo sorge in quelli che furono i capannoni delle storiche officine Caproni, le prime in Italia a produrre aeroplani.

### Dialetto
I dialetti parlati in Provincia di Varese sono tutti varianti del Lombardo occidentale. Intellegibili fra loro, e basati sull'articolo determinativo maschile ul (contrapposto al el milanese) presentano una grande omogeneità linguistica nella zona centro-settentrionale della provincia e lungo la sponda orientale del Lago Maggiore. Nel basso Varesotto la variante locale è simile al Saronnese.
Nell'Altomilanese, e in particolare nella zona di Busto Arsizio, si parla il dialetto bustocco, caratterizzato dalla presenza di tratti liguri e delle vocali turbate.

### Chiesa Cattolica
Nella giurisdizione ecclesiastica della Chiesa cattolica, la stragrande maggioranza del territorio della provincia è compresa nell'arcidiocesi di Milano e segue il rito ambrosiano. Fa eccezione la Zona Pastorale XVI delle Valli Varesine (Valcuvia e Valmarchirolo), che appartiene alla diocesi di Como e segue il rito romano.

## Economia
L'economia è principalmente basata sull'industria e, in minima parte, nell'agricoltura specializzata e nell'artigianato; alcuni dei principali marchi della provincia di Varese sono:
- Aermacchi (aerei e veicoli militari, produttori inoltre delle Frecce Tricolori, confluita in Leonardo) Venegono Inferiore
- Agusta (confluita in Leonardo) (elicotteri) (Cascina Costa di Samarate)
- Birrificio Angelo Poretti a Induno Olona - Gruppo Carlsberg Italia
- BTicino (produzione apparecchiature elettriche a bassa tensione) a Varese
- Cagiva (moto e scooter)
- Eolo, internet e telefonia, a Busto Arsizio
- SWM (moto) a Biandronno
- SIDA Autosoft Multimedia (software e simulatori di guida) a Germignaga
- Ignis, poi integrata dalla Whirlpool (elettrodomestici) a Biandronno
- Mazzucchelli a Castiglione Olona
- MV Agusta (motociclette) fondata a Samarate e con sede a Schiranna
- Nau! Ottica a Castiglione Olona
- Openjob Metis, agenzie di lavoro, a Gallarate
- Prealpi burro e latticini a Varese
- Vibram di Albizzate (suole per scarpe)
- Elmec Informatica (Information technology)

Il territorio della provincia ospita inoltre l'Aeroporto internazionale di Milano-Malpensa, importante nodo nel traffico aereo internazionale, e il Centro comune di ricerca dell'Unione europea.

### Archeologia industriale

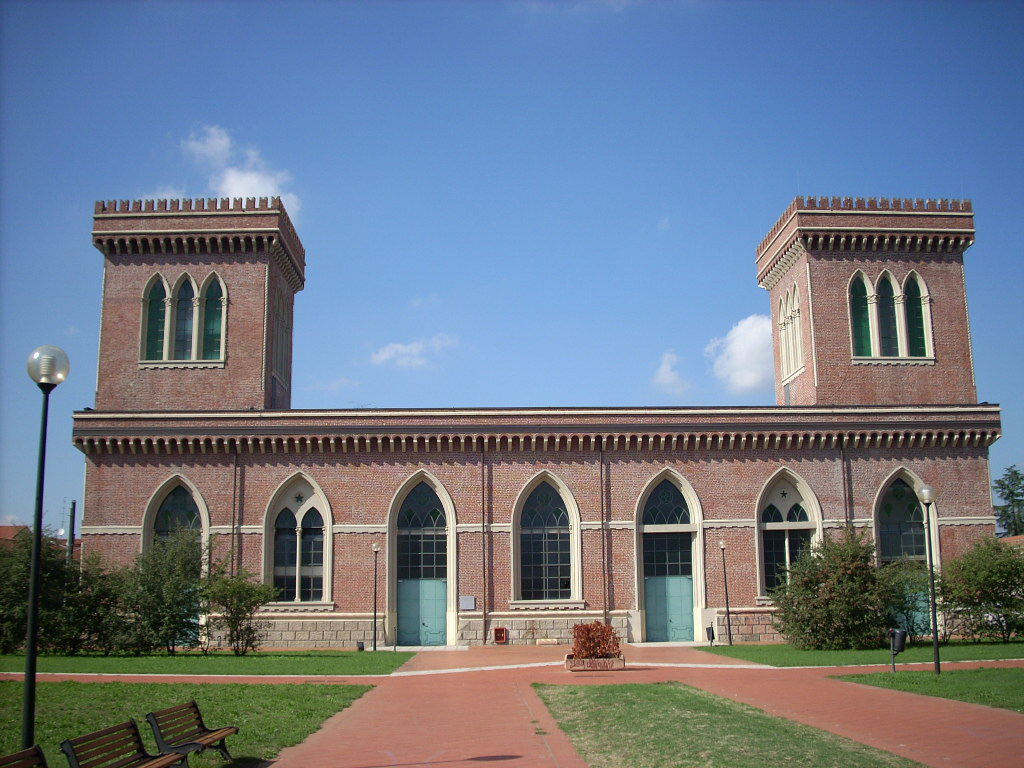
Il Museo del Tessile e della Tradizione Industriale di Busto Arsizio

La Provincia di Varese fu tra le prime province lombarde in cui, verso la metà dell'Ottocento, nacque l'industria. A inizio Novecento la Provincia di Varese era un importante centro industriale, a vocazione soprattutto tessile (Cotonificio Cantoni, Società De Angeli Frua, Cotonificio Dell'Acqua solo per citare i più noti) e meccanica (Isotta Fraschini, Caproni, Augusta, Comerio ed altre) ma dagli anni '60 e '70 la crisi che ha investito il settore, specie quello tessile (prevalente in questa provincia) ha causato la chiusura di molti stabilimenti, diversi dei quali con elementi di notevole pregio architettonico: l'area della Provincia si è trovata improvvisamente con un grande patrimonio di archeologia industriale in stato spesso di totale abbandono.
Gli stabilimenti sono concentrati soprattutto in tre aree: la Valle Olona e le due città industriali di Busto Arsizio e Gallarate, più centri minori come Tradate o Saronno. Molti sono gli esempi del sapiente recupero e riutilizzo degli edifici storici industriali. A Busto Arsizio, per esempio, si possono segnalare la filatura dell'ex Cotonificio Bustese (edificata nel 1891-1896 e dismessa nel 1978) che dal 1997 ospita il Museo del Tessile e della Tradizione Industriale di Busto Arsizio; gli ex Molini Marzoli Massari (costruiti a più riprese tra il 1906 ed il 1926 in stile liberty, chiusi nel 1975), sede dal 2000 di alcuni corsi dell'Università degli Studi dell'Insubria; l'ex Cotonificio Ercole Bossi, sede ACLI; l'ex Cotonificio Dell'Acqua-Lissoni-Castiglioni, sede di un negozio di arredamenti; l'ex Cotonificio Crespi, poi adibito a banca. A Castellanza si segnalano il recupero della monumentale filatura dell'ex Cotonificio Cantoni e degli edifici circostanti (1905-1930, chiusa nel 1988) che dal 1991 è sede dell'Università LIUC, e quello del capannone finissaggio dell'ex Manifattura Tosi, trasformata in Biblioteca Civica. A Tradate, notevole è il recupero della fabbrica di moto e biciclette Frera (1905, chiusa nel 1936), divenuta Museo della Motocicletta e Biblioteca Comunale. A Gerenzano si può citare l'ex Stamperia De Angeli Frua restaurata come centro assistenza anziani, mentre a Gallarate è in corso la ristrutturazione dell'edificio principale dell'ex Tessitura Cantoni-Introini (1907) come sede dell'IPC Falcone; a Sesto Calende si segnala la ristrutturazione del padiglione più antico dell'ex Vetreria AVIR (Museo del Vetro ed altro).
Sono comunque ancora molti i progetti in campo, il più importante dei quali è il recupero delle ex Officine Caproni di Vizzola Ticino come Museo dell'Aeronautica. Negli ultimi anni, su iniziativa dell'allora Presidente della Provincia Marco Reguzzoni, è nata la Fondazione Volandia. Nel 2015 il Museo dei trasporti Ogliari ci ha trasferito la sua esposizione.
Progetti importanti sono anche quello del riutilizzo della centrale termoelettrica di Castellanza come albergo e centro congressi (progetto bloccato) e quelli relativi a moltissimi gli edifici storici industriali in attesa di un recupero (per esempio l'ex Calzaturificio Borri di Busto o l'ex Isotta Fraschini di Saronno). Non mancano casi in cui edifici di grande valenza storica sono stati totalmente abbattuti: l'ex Manifattura Borgomaneri di Gallarate o l'ex CEMSA di Saronno ne sono un triste esempio.

## Musica

### Gruppi musicali
- Porno Riviste
- Tracciazero
- Hierbamala
- PAY
- Candies
- Tibe
- Otierre
- Sottotono
- Harddiskaunt

### Festival
- Besnate in Festival[46], di Besnate
- WoodInStock - Music, Art & Sport connection against Parkinson's[47], di Ternate
- Festoria di Saronno (ultima volta nel 2013)
- Festival del Rock di Travedona-Monate[48]
- Tacalaspina di Travedona-Monate[49]
- Festival Tube Records di Cassano Magnago
- Baraonda Music Festival di Tradate
- Peverock di Cairate
- Tradate Iron Fest di Tradate
- Branda Rock festival di Castiglione Olona
- Battito d'Africa di Vedano Olona
- Bisboccia Fest di Carnago
- CortiSonici[50]
- Albizzate Valley Festival (fino al 2016) di Albizzate[51]
- Busto Arsizio Film Festival (BAFF)
- Bustock di Busto Arsizio
- Busto Folk di Busto Arsizio[52]
- Festival del Panzerock di Laveno-Mombello
- Rock Inn Somma[53] di Somma Lombardo
- Luvonrock[54] di Luvinate
- Rock in dì canett Angera
- Brebbia Newrante Rockfestival[55]
- Magre Sponde di Brebbia[56]
- Fagnano MusicFest Fagnano Olona
- Festival Valle Olona
- EcoFesta di Gornate Superiore di Castiglione Olona[57]
- GaSch Music Festival di Gazzada Schianno
- Fiera di San Pancrazio Vedano Olona
- Septemberfest Venegono Inferiore
- This is Summer Varese/Luvinate
- Woodoo Fest Cassano Magnago

## Sport
- Polisportiva: CUS dei Laghi[58], Polisportiva Daverio[59], Polisportiva Virtus Solbiate[60]
- Atletica : ASD Running Saronno, Osa Saronno Libertas[61], Yes We Run Castellanza[62], GS Tapascioni[63]
- Canottaggio: ASD Canottieri di Monate, SC Varese, ASD Canottieri Gavirate, Soc. Canottieri Corgeno, ASD Canottieri Porto Ceresio
- Ciclismo: Gran Premio Industria Commercio Artigianato Carnaghese, Tre Valli Varesine, Campionati del mondo di ciclismo su strada (edizioni del 1951 e del 2008).
- Calcio: Aurora Pro Patria 1919, Varese Calcio S.S.D., Foot-Ball Club Saronno 1910, Solbiatese Arno Calcio, U.S. Sestese Calcio, ASD Varesina CV, UP Gavirate Calcio
- Pallacanestro: Pallacanestro Varese, Basket Bosto[64], Robur Basket Saronno[65], Pallacanestro Busto Arsizio[66], BasketBall Gallarate[67], Pallacanestro Sportlandia Tradate[68], Basket Valceresio[69], Virtus Olona Basket Club[70], Us Marnatese Basket[71]
- Softball: Softball Malnate, Osa Saronno Libertas.
- Hockey su pista: Accademia Bustese Pattinaggio[72]
- Hockey in linea: Dragons Gallarate, Accademia Bustese Pattinaggio, Canguri Brebbia[73].
- Pattinaggio a rotelle: Rotellistica Lonatese[74], Accademia Bustese Pattinaggio.
- Hockey su ghiaccio: Hockey Club Varese, Hockey Club Busto Arsizio
- Pallavolo: Yamamay Busto Arsizio, Quasars Induno
- Pallamano: Cassano Magnago Handball Club, Pallamano Femminile Cassano Magnago ASD.
- Floorball: UHC Wild Boars Varese[75]
- Tchoukball: Saronno Castor
- Cricket: Euratom Cricket Club.
- Pallanuoto: Varese Olona Nuoto.
- Nuoto: Varese Olona Nuoto.
- Rugby: Rugby Varese, Rosafanti Rugby, Rugby Tradate, Rugby Valcuvia[76], Malpensa Rugby[77], Rugby Ferno
- Tennis: Tennis club CCR[78], Tennis Club Tradate[79], Busto Arsizio Open 2012
- Tennistavolo: T.T. Saronno[80], Tennistavolo Gallarate, Polisportiva Virtus Solbiate
- Scherma: Accademia Scherma Gallaratese A.S.G., Pro Patria et Libertate[81], CSK Busto Arsizio[82], Fight Clan di Busto Arsizio
- Tiro a segno: Società Mandamentale di Tiro a Segno[83]
- Golf: Golf Club Varese[84], Golf dei Laghi[85], Le Robinie Golf Club[86]
- Arti marziali: A.S.D. Kickboxing Combat Team Era[87],. Olimpia Boxe[88], Nuova Olimpia Boxe[89], Fuji Yama[90], Amoruso Kickboxing School, Pro Patria Judo[91], SS Versus[92], Polisportiva Budokan, Fusion Team[93], Judo Club Castellanza[94]
- Alpinismo: Club Alpino Italiano: Sezione di Luino[95]
- Arrampicata: Palestra indoor “il Cantiere” Sesto Calende, Falesia di Sangiano (Monte Picuz)[96], Cinzanino Climbers' Stadium di Maccagno, Falesia di Valganna, Campo dei Fiori, Falesia di Brezzo di Bedero (chiusa dal 2013), Sasso Ballaro di Leggiuno
- Subacquea: Grinta Sport[97], Salvataggio Sub Alto Verbano[98], Only Sub Cassano Magnago[99]
- Ginnastica: Arci Sport Cassano[100], Flyer Gym ASD

## Comuni

Mappa della provincia con i confini comunali: il capoluogo è evidenziato dal colore rosso; in azzurro i bacini lacustri maggiori.

Appartengono alla provincia di Varese i seguenti 136 comuni:
- Agra
- Albizzate
- Angera
- Arcisate
- Arsago Seprio
- Azzate
- Azzio
- Barasso
- Bardello con Malgesso e Bregano
- Bedero Valcuvia
- Besano
- Besnate
- Besozzo
- Biandronno
- Bisuschio
- Bodio Lomnago
- Brebbia
- Brenta
- Brezzo di Bedero
- Brinzio
- Brissago-Valtravaglia
- Brunello
- Brusimpiano
- Buguggiate
- Busto Arsizio
- Cadegliano-Viconago
- Cadrezzate con Osmate
- Cairate
- Cantello
- Caravate
- Cardano al Campo
- Carnago
- Caronno Pertusella
- Caronno Varesino
- Casale Litta
- Casalzuigno
- Casciago
- Casorate Sempione
- Cassano Magnago
- Cassano Valcuvia
- Castellanza
- Castello Cabiaglio
- Castelseprio
- Castelveccana
- Castiglione Olona
- Castronno
- Cavaria con Premezzo
- Cazzago Brabbia
- Cislago
- Cittiglio
- Clivio
- Cocquio-Trevisago
- Comabbio
- Comerio
- Cremenaga
- Crosio della Valle
- Cuasso al Monte
- Cugliate-Fabiasco
- Cunardo
- Curiglia con Monteviasco
- Cuveglio
- Cuvio
- Daverio
- Dumenza
- Duno
- Fagnano Olona
- Ferno
- Ferrera di Varese
- Gallarate
- Galliate Lombardo
- Gavirate
- Gazzada Schianno
- Gemonio
- Gerenzano
- Germignaga
- Golasecca
- Gorla Maggiore
- Gorla Minore
- Gornate-Olona
- Grantola
- Inarzo
- Induno Olona
- Ispra
- Jerago con Orago
- Lavena Ponte Tresa
- Laveno-Mombello
- Leggiuno
- Lonate Ceppino
- Lonate Pozzolo
- Lozza
- Luino
- Luvinate
- Maccagno con Pino e Veddasca
- Malnate
- Marchirolo
- Marnate
- Marzio
- Masciago Primo
- Mercallo
- Mesenzana
- Montegrino Valtravaglia
- Monvalle
- Morazzone
- Mornago
- Oggiona con Santo Stefano
- Olgiate Olona
- Origgio
- Orino
- Porto Ceresio
- Porto Valtravaglia
- Rancio Valcuvia
- Ranco
- Saltrio
- Samarate
- Sangiano
- Saronno
- Sesto Calende
- Solbiate Arno
- Solbiate Olona
- Somma Lombardo
- Sumirago
- Taino
- Ternate
- Tradate
- Travedona-Monate
- Tronzano Lago Maggiore
- Uboldo
- Valganna
- Varano Borghi
- Varese
- Vedano Olona
- Venegono Inferiore
- Venegono Superiore
- Vergiate
- Viggiù
- Vizzola Ticino

### Comuni alle estremità geografiche
| Stemma | Comune                       | Estremità geografica |
| ------ | ---------------------------- | -------------------- |
|        | Maccagno con Pino e Veddasca | Nord                 |
|        | Lonate Pozzolo               | Sud                  |
|        | Angera                       | Ovest                |
|        | Caronno Pertusella           | Est                  |

### Comuni più popolosi

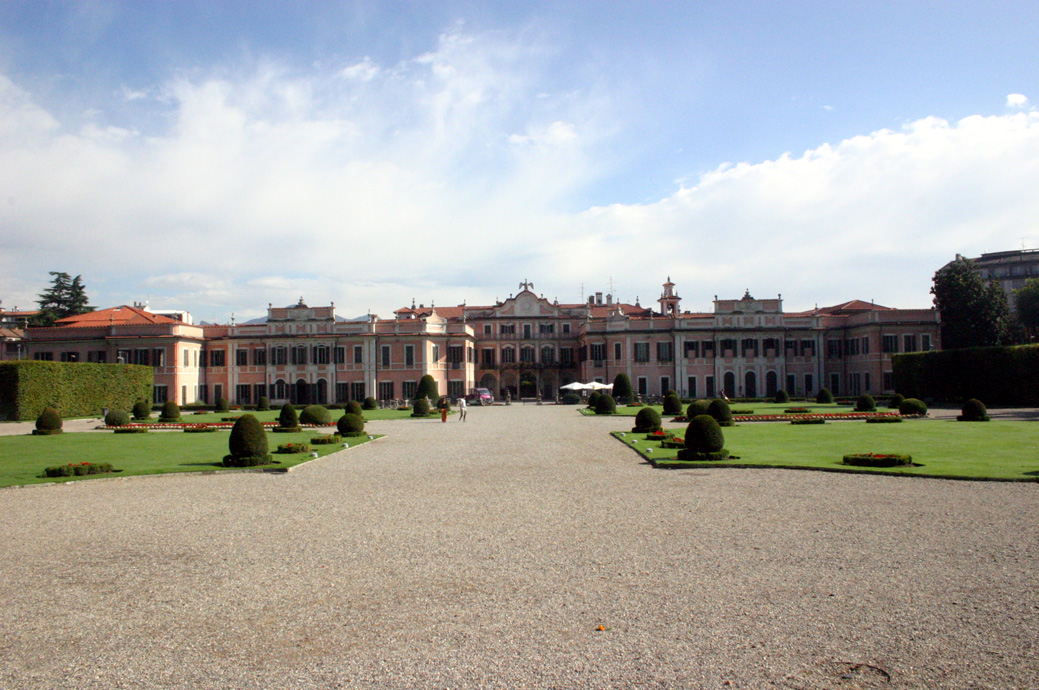
Palazzo Estense di Varese, sede del comune.

Di seguito è riportata la lista dei dieci principali comuni della provincia ordinati per numero di abitanti:
| Pos. | Stemma | Comune             | Popolazione (ab) | Superficie (km²) | Densità (ab/km²) | Altitudine (m s.l.m.) |
| ---- | ------ | ------------------ | ---------------- | ---------------- | ---------------- | --------------------- |
| 1º   |        | Busto Arsizio      | 84 109           | 30,66            | 2743             | 226                   |
| 2º   |        | Varese             | 79 061           | 54,84            | 1442             | 382                   |
| 3º   |        | Gallarate          | 52 885           | 20,98            | 2521             | 238                   |
| 4º   |        | Saronno            | 38 713           | 11,06            | 3500             | 212                   |
| 5º   |        | Cassano Magnago    | 21 306           | 12,19            | 1748             | 261                   |
| 6º   |        | Tradate            | 19 058           | 21,19            | 899              | 303                   |
| 7º   |        | Caronno Pertusella | 18 490           | 8,60             | 2150             | 194                   |
| 8º   |        | Somma Lombardo     | 17 913           | 30,54            | 586              | 300                   |
| 9º   |        | Malnate            | 16 618           | 8,79             | 1890             | 355                   |
| 10º  |        | Samarate           | 16 165           | 15,98            | 1012             | 221                   |